# トマス・ヴィジー (第3代ド・ヴェシー子爵)

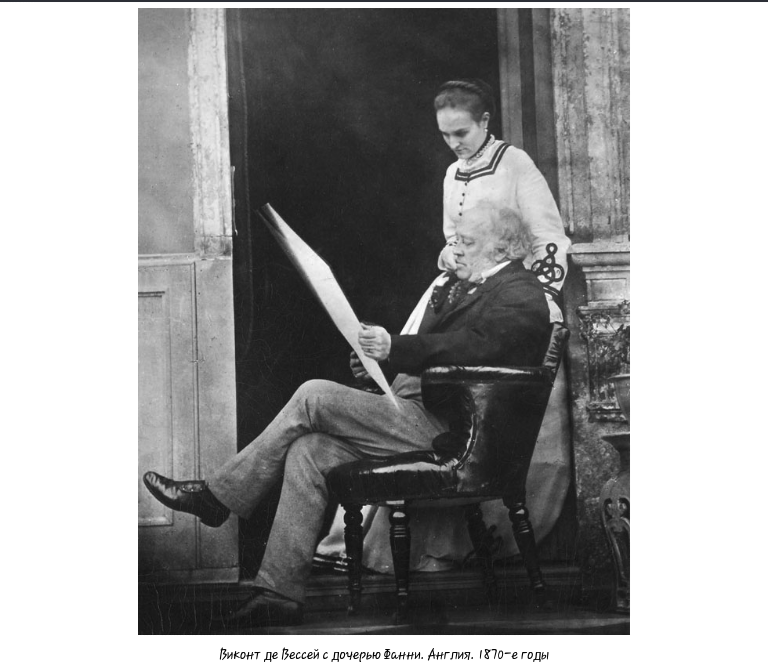
ド・ヴェシー子爵夫婦、1870年撮影。

第3代ド・ヴェシー子爵トマス・ヴィジー（Thomas Vesey, 3rd Viscount de Vesci、1803年9月21日 – 1875年12月23日）は、イギリスの政治家、アイルランド貴族。保守党に属し、庶民院議員、アイルランド貴族代表議員を務めた。

## 生涯
第2代ド・ヴェシー子爵ジョン・ヴィジーと妻フランシス・レティシア（Frances Letitia、1840年6月6日没、ウィリアム・ブラウンローの娘）の息子として、1803年9月21日にダブリンのメリオン・スクエアで生まれた。1822年10月22日にオックスフォード大学クライスト・チャーチに入学、1825年にB.A.の学位を修得した。
1835年イギリス総選挙で保守党候補としてクイーンズ・カウンティ選挙区から出馬、787票（得票数1位）を得て庶民院議員に当選した。1837年イギリス総選挙では894票（得票数3位）で落選したが、1841年と1847年の総選挙では無投票で当選した。1852年イギリス総選挙をもって議員を退任した。庶民院ではおおむね党議にしたがって投票した。
1855年10月19日に父が死去すると、ド・ヴェシー子爵位を継承した。1857年1月10日にアイルランド貴族代表議員に当選、1875年に死去するまで務めた。
1875年12月23日にロンドンのカールトン・ハウス・テラスで死去、クイーンズ・カウンティ（現リーシュ県）のアビーリークスで埋葬された。長男ジョン・ロバート・ウィリアムが爵位を継承した。

## 家族
1839年9月19日、エマ・ハーバート（Emma Herbert、1819年8月23日 – 1884年10月10日、第11代ペンブルック伯爵ジョージ・ハーバートの娘）と結婚、2男4女をもうけた。
- フランシス・イザベラ・キャサリン（1840年5月26日[5] – 1915年10月31日） - 1861年8月20日、第4代バース侯爵ジョン・シンと結婚、子供あり[6]
- ジョージアナ・メアリー（1842年9月8日[5] – 1923年11月7日） - 生涯未婚[6]
- ジョン・ロバート・ウィリアム（1844年5月21日 – 1903年7月6日） - 第4代ド・ヴェシー子爵、初代ド・ヴェシー男爵[1]
- ベアトリクス・シャーロット・エリザベス（1845年5月22日[5] – 1876年1月15日） - 1874年11月5日、リチャード・グローヴナー卿（英語版）（のちの初代ストールブリッジ男爵）と結婚、子供あり[6]
- ユースタス（1851年1月31日 – 1886年11月18日） - 1877年6月19日、コンスタンス・メアリー・ローリー（Constance Mary Lawley、1854年10月4日[7] – 1951年5月4日[8]、第2代ウェンロック男爵ベイルビー・ローリー（英語版）の娘）と結婚、子供あり。第5代ド・ヴェシー子爵イヴォ・ヴィジーの父[6]
- エマ（1851年1月31日 – 1851年2月8日[5]）